# Don't Call Me Buckwheat
Don't Call Me Buckwheat je studiové album amerického hudebníka Garlanda Jeffreyse. Vydáno bylo v roce 1991 společností RCA Records. Jde o jeho první album po devíti letech. Poslední desku s názvem Guts for Love vydal roku 1983. Podle Jeffreyse se alba v Evropě prodalo 500 tisíc kusů.

## Seznam skladeb
1. „Moonshine in the Cornfield“
2. „Welcome to the World“
3. „Don't Call Me Buckwheat“
4. „Colour Line“
5. „Hail Hail Rock 'n' Roll“
6. „I Was Afraid of Malcolm“
7. „Bottle of Love“
8. „The Answer“
9. „Racial Repertoire“
10. „Spanish Blood“
11. „Lonelyville“
12. „Murder Jubilee“
13. „I'm Not a Know It All“